# 魏瑟湖 (波茨坦-米特爾馬克縣)
52°30′47″N 12°29′38″E / 52.51293°N 12.49386°E

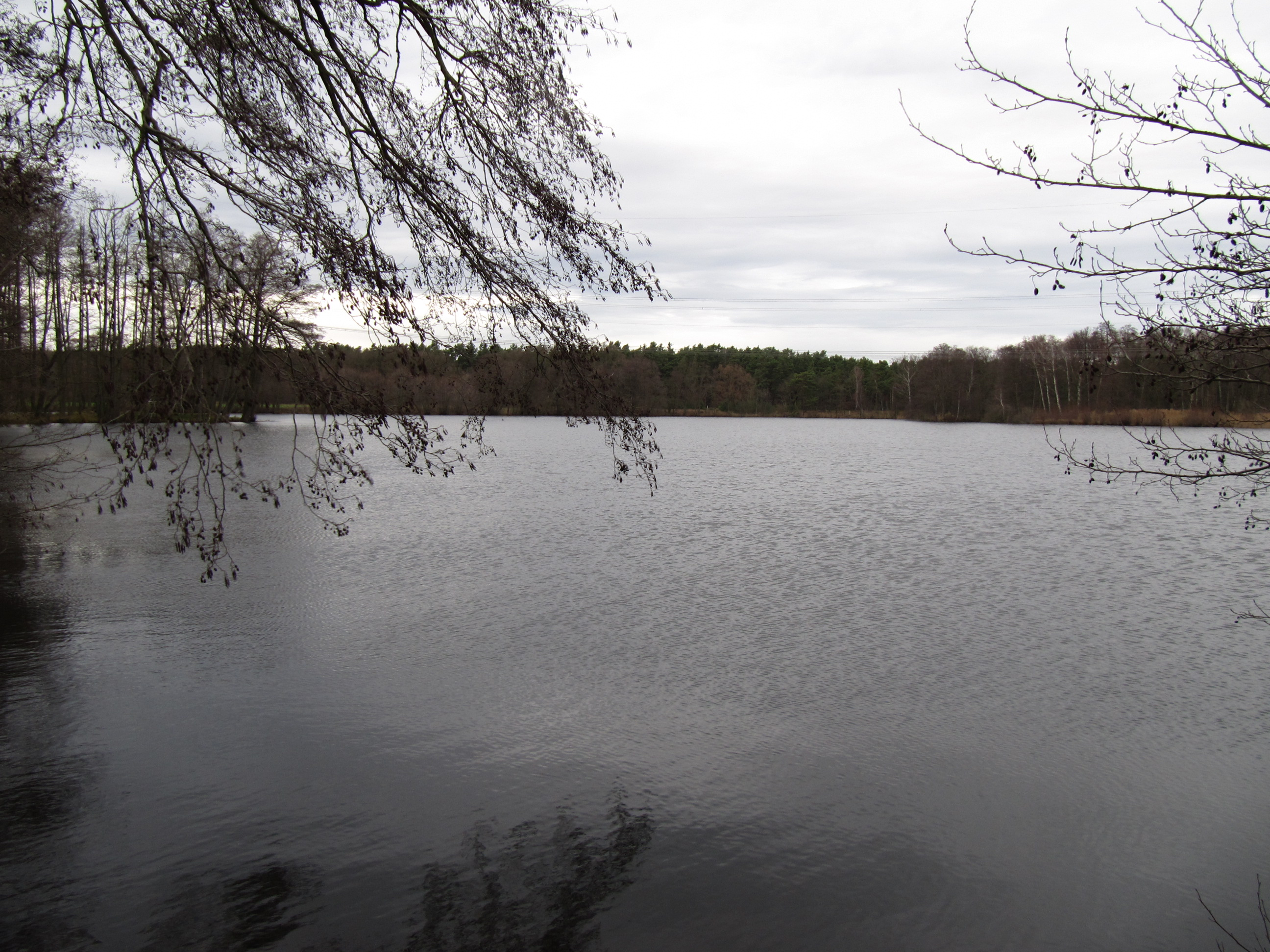

魏瑟湖（德語：Weißer See），是德國的湖泊，位於該國西南部，由勃蘭登堡州負責管轄，處於波茨坦-米特爾馬克縣，該湖泊長0.4公里、寬0.2公里，面積0.05平方公里。